# 田中真樹
田中 真樹（たなか まき、女性、1988年5月27日 - ）は静岡県出身のバスケットボール選手である。アイシン ウィングス所属。ポジションはフォワード。

## 人物
常葉学園中・高校卒業後の2007年、アイシンに入社。

## 経歴
- 常葉学園高校 - アイシン（2007年〜）